# Нито с теб, нито без теб
„Нито с теб, нито без теб“ (на испански: Ni contigo ni sin ti) е мексиканска теленовела, режисирана от Хосе Елиас Морено и Маурисио Родригес, и продуцирана от Марта Патрисия Лопес де Сатарайн за Телевиса през 2011 г. Версия е на бразилската теленовела Te contei?, създадена от Касиано Габус Мендес.
В главните роли са Лаура Кармине и Едуардо Сантамарина, Алесандра Росалдо и Ерик Елиас, а в отрицателните - Андреа Торе, Рикардо Франко и Лус Мария Херес. Специално участие вземат Сабине Мусиер, Мария Марсела, Ото Сирго, Химена Ерера и първата актриса Беатрис Агире.

## Сюжет
Основната история се върти около „Пансион Каро“, управляван от доня Каро. Налице е приятелство и доверие между наемателите, които живеят като голямо семейство, в което цари любовта.
Леонардо Корнехо е сляп мъж, който, след смъртта на майка си Клара, отива да живее в пансиона. Там той среща любовта в лицето на Никол Лоренти, дъщеря на собственичката и дясна ръка на Елеонор Кортасар в бутика към имота.
Лео се запознава с Исабела Рейес, новодошла наемателка, която бяга от миналото и особено от родителите си, Ирене Олмедо и Алехандро Ривас, а Никол прави планове за сватба с Хосе Карлос Ривас, което провокира Вероника Кортасар да крои планове за разделянето им.
От друга страна, Хулия Мистрал също пристига в пансиона, опитвайки се да избяга от миналото си, и по-точно от леля си, Фелипа, която винаги я е експлоатирала, и сърцето, разделено между любовта към Икер Ривас и обичта и благодарността, което изпитва към Октавио Торес, с когото прави планове за сватба със сина му Диего.
В пансиона се срещат и други наематели – Йоланда Сория, вечният любовник – Лео, Хеласио Лоренти, съпруг на собственичката и Лало Гарника – приятел и партньор на Пончо Чаморо.

## Актьори
Част от актьорския състав:
- Едуардо Сантамарина – Леонардо Корнехо Фернандес
- Лаура Кармине – Никол Лоренти Тиноко де Корнехо
- Алесандра Росалдо – Хулия Мистрал де Ривас
- Ерик Елиас – Икер Ривас Олмедо
- Сабине Мусиер – Елеонор Кортасар Армента де Ривас
- Ото Сирго – Октавио Торесланда
- Химена Ерера – Исабела Ривас Олмедо Рейес
- Андреа Торе – Фабиола Ескаланте де Ривас
- Сесар Боно – Дон Хеласио Лоренти
- Мария Марсела – Доня Карола „Каро“ Тиноко вдовица де Лоренти
- Лус Мария Херес – Ирене Олмедо де Ривас
- Гастон Тусет – Алехандро Ривас
- Рикардо Франко – Хосе Карлос Ривас Олмедо
- Ампаро Гаридо – Доня Адела вдовица де Чаморо
- Лили Горет – Вероника Галиндо Кортасар
- Мишел Рено – Консепсион Чаморо де Гарника
- Брандон Пениче – Диего Торесланда
- Сачи Тамаширо – Йоланда Сория
- Беатрис Морено – Клара Фернандес Де ла Регера вдовица де Корнехо
- Хосе Елиас Морено – Естебан Лиеха
- МаПат Лопес де Сатарайн

## Премиера
Премиерата на Нито с теб, нито без теб е на 28 февруари 2011 г. по Canal de las Estrellas. Последният 130. епизод е излъчен на 26 август 2011 г.

## Саундтрак
1. Ni contigo... ni sin ti – изп. Пепе Агилар
2. Eres – изп. Алесандра Росалдо
3. Tócame – изп. Химена Ерера

## Награди и номинации
Награди TvyNovelas 2012
| Категория                           | Номинация      | Резултат   |
| ----------------------------------- | -------------- | ---------- |
| Най-добро женско откритие           | Лаура Кармине  | Печели     |
| Най-добра актриса в поддържаща роля | Химена Ерера   | Номинирана |
| Най-добър млад актьор               | Брандон Пениче | Номиниран  |

Награди La Maravilla
| Категория                | Номинация           | Резултат |
| ------------------------ | ------------------- | -------- |
| Най-добро мъжко участие  | Едуардо Сантамарина | Печели   |
| Най-добро женско участие | Сабине Мусиер       | Печели   |

Награди Oye (Мексико) 2012
| Категория                | Номинация   | Резултат  |
| ------------------------ | ----------- | --------- |
| Най-добра музикална тема | Пепе Агилар | Номиниран |

## Версии
- Te contei?, бразилска теленовела от 1978 г., продуцирана за Реде Глобо, с участието на Луис Густаво, Уанда Стефания, Мария Клаудия и Сусана Виейра.
- ¿Te conté?, чилийска теленовела, продуцирана за Канал 13, с участието на Бастиан Боденхьофер, Каролина Ареги, Клаудия де Хироламо и Марикармен Аригориага.